# 오골성
오골성(烏骨城)은 고구려의 성이다.

## 개요
중국 요령성 단둥시에 위치했으며, 압록강을 방어하는 고구려의 요충지이자 평양의 길목 역할을 했기에 고구려-당 전쟁 당시 당나라에 투항한 고구려 장수 출신 고연수(高延壽)는 안시성을 놔두고 오골성을 공격할 것을 조언했다.